# Sammallahdenmäki
Sammallahdenmäki là một khu chôn cất thời đại đồ đồng tại Rauma, phía tây nam Phần Lan. Nó đã được UNESCO công nhận là Di sản thế giới từ năm 1999. Nó bao gồm 36 gò đá granit chôn cất có niên đại hơn 3.000 tới khoảng năm 1.500 hoặc 500 năm trước Công nguyên. Các gò mộ này nằm trên một ngọn đồi ở khu vực hẻo lánh, trên con đường nối từ Tampere tới Rauma. Ban đầu, nó nằm gần bờ biển của vịnh Bothnia, nhưng đất đá trồi lên khiến bây giờ nó cách biển 15 km. Đây là một trong những địa điểm thời đại đồ đồng quan trọng nhất ở bán đảo Fennoscandia
Bốn trong số những gò đá được nhà khảo cổ học Volter Högman khai quật vào năm 1891, bao gồm Kirkonlaattia ("sàn nhà thờ"), một ụ đá hình chữ nhật không bình thường có kích thước 16x19 mét với phần đỉnh bằng phẳng và Huilun pitkä raunio ("Ụ đá dài Huilu"), được bao quanh bởi một bức tường cổ bằng đá.